# Sjælens teater
|  | Denne artikel er oprettet af botten PalnaBot ud fra en ekstern database. Den kan derfor have sproglige fejl eller mangler. Denne skabelon kan fjernes efter kontrol af indholdet. |

Sjælens teater er en dokumentarfilm fra 2007 instrueret af Halfdan Muurholm efter manuskript af Halfdan Muurholm.

## Handling
'Billedspor' er en teatertrup med specielle skuespillere. Bag hver enkelt figur på scenen befinder sig et skrøbeligt menneske, som bruger sin egen sindslidelse til både at skabe et stykke scenekunst og en forandring i egen sjæl. Det er 'sjælens teater', og for tilskueren ofte konfronterende og grænseoverskridende. Truppens kunstneriske leder, Franck Staub, har i en del år arbejdet med forestillinger, fyldt med humor, absurditeter og smerte. Filmen følger ham og de medvirkende skuespillere under prøverne og frem til premieren ved 'Madness & Arts Festival' i München, 2006. Såvel film som teaterforestilling bryder tabuer om psykiske lidelser og viser med stor autenticitet de sindslidende som hele mennesker.